# 朝倉宏二
朝倉 宏二（あさくら こうじ、1947年5月19日 - ）は、東京都出身の俳優、声優。本名は同じ。旧芸名・朝倉 宏治。劇団こまどりを経て、近代企画センターに所属していた。

## 出演作品

### テレビドラマ
- NHK ホームラン教室
- 小豆粥
- あすをつげる鐘
- 一直線
- 江戸巷談・花の日本橋
- おかあさん
- おとうと
- 肝っ玉捕物帳
- 荒野の用心棒
- 三匹の侍
- 七人の刑事
- 島に生まれて
- 巣立ち
- 戦争
- 旅ゆけば…
- たんとんとん
- 天下御免
- 東京警備指令 ザ・ガードマン
- 特別機動捜査隊
- 柔道一直線
- オランダおいね
- 泣くな太陽
- 夏の影
- 人形佐七捕物帳
- 忍法かげろう斬り
- 必殺仕掛人 第19話「理想に仕掛けろ」（1973年 / ABC・松竹） - 百姓伊作
- 夜の主役

### 映画
- 裸虫（1964年）
- ひとりっ子（1969年）
- 喜劇 昨日の敵は今日も敵（1971年） - ひげ
- 可愛い悪魔 殺しの前にくちづけを（1972年）

### 特撮
- ウルトラマン 第1話「ウルトラ作戦第一号」（1966年） - キャンパーの青年[要出典] ※ノンクレジット

### テレビアニメ
1964年
- 0戦はやと（一色強吾[3]）

1968年
- 佐武と市捕物控（音松、ほか）

1970年
- キックの鬼（沢村忠[4]）

1971年
- アタックNo.1（田宮）
- タイガーマスク（ビリー・ヘイズ[5]）

### 吹き替え
- 俺たちに明日はない（C・W・モス）
- 巨人の惑星（ダン・エリックソン副機長）
- 0011ナポレオン・ソロ #39
- 脱走山脈（パッキー〈マイケル・J・ポラード〉）※NET版
- わんぱくフリッパー（サンディ・リックス）

### 人形劇
- ちびっこモグ
- ネコジャラ市の11人（アップル）

### ラジオドラマ
- むさしの風雲録